# Elektronika BK
Elektronika BK là dòng máy tính gia đình của Xô viết mang nhãn hiệu Elektronika có cùng kiến trúc với PDP-11. Tất cả đều dựa trên К1801ВМ1 (CPU tương thích LSI-11 của Xô viết) và đã có một vài phiên bản khác nhau.
BK (БК) là viết tắt tiếng Nga: Бытовой Компьютер - máy tính nhà.
Tất cả các máy đều có một khe Q-Bus trống và một cổng kết nối song song để cắm các thiết bị ngoại vi khác như chuột hoặc máy in.

## Các mô-đen
Elektronika BK-0010 (Электроника БК-0010) là model đầu tiên (phát hành tháng 1/1985). Nó có bàn phím được bọc một màn mỏng, 32 KiB RAM (một nửa được dùng cho bộ nhớ video), 32 KiB ROM với FOCAL trình thông dịch, CPU 16-bit tốc độ 3 MHz, kết nối với TV qua EuroConnector (một phiên bản của SCART) hoặc một màn hình có thể sử dụng như một thiết bị hiển thị. Một băng ghi được sử dụng để lưu trữ cấu hình nhà sản xuất.
Đã có một vài EuroConnector để kết nối với TV màu. Nó hiển thị ở độ phân giải 256×256 trong chế độ bốn màu hoặc 512×256 ở chế độ đơn sắc.
Mặc dù bộ thủ tục và các cổng I/O được ghi rõ trong tài liệu kèm theo máy tính, nhưng lại không có công cụ phát triển hợp ngữ. Chợ xám của thị trường phát triển trò chơi được hưng thịnh.
Bộ điều khiển ổ đĩa được sản xuất bởi bên thứ ba.
Elektronika BK-0010-01 tốt hơn vì có một bàn phím thuận tiện và bao gồm cả BASIC với trình biên dịch p-code là (Vilnius BASIC). Trình thông dịch FOCAL được kèm theo ở card ROM bên ngoài có thể cắm vào khe Q-Bus.

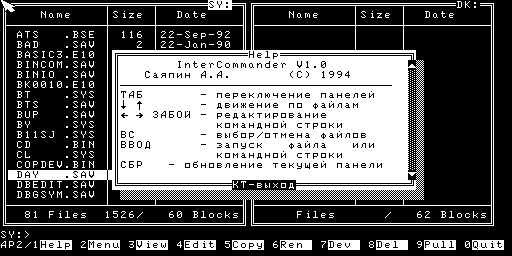
BK-0011M đang chạy OS BK-11, hệ điều hành duy nhất được nhà phát triển hỗ trợ và trình quản lý tệp Inter Commander

Trình quản lý khởi động với trình đơn chọn nhiều hệ điều hành

Elektronika BK-0010Sh (Электроника БК-0010Ш) được thiết kế đặc biệt để dùng trong trường học. Nó có một card mạng có thể cắm vào khe Q-Bus.
Elektronika BK-0011 xuất hiện năm 1990, có 128 kiB RAM chia thành 16 kiB mỗi trang, CPU 4 MHz, trong ROM có phiên bản BASIC mới hơn, 16 mẫu video, và có khả năng sử dụng được một ổ đĩa (bộ chuyển ổ đĩa cũng có thể dùng với dòng BK-0010). Một trong những hệ điều hành khi đó là ANDOS, mặc dù máy tính chính thức được kèm theo OS BK-11, một phiên bản sửa đổi của RT-11.
Elektronika BK-0011M là một phiên bản sửa đổi của Elektronika BK-0011, sửa một số lỗi không tương thích với BK-0010. Trong thực tế, các chương trình âm thanh cho BK-0010 không làm việc trên BK-0011. Nó đã được sửa trong BK-0011M. BK-0011M nhanh chóng được đưa vào sản xuất, và phần lớn các máy tính BK-0011 lúc đó thực chất là BK-0011M.
Một cổng 16-bit chung với các bus riêng lẻ, có mặt trong tất cả các máy, cho phép hiệu dụng các thiết bị ngoại vi (tay cầm, chuột, máy in, rất nhiều thiết bị xuất ra âm thanh, vv.) cho giải trí tại nhà, học tập, cho việc chuyển nhận dữ liệu và theo dõi hoạt động trong các nhà máy và công trình nghiên cứu.
Để có thể kết nối nhiều thiết bị ngoại vi hơn nữa vào máy. Họ phát triển một bộ điều khiển đĩa cứng, và các ổ cứng 2.5" đã thành công khi sử dụng với các máy tính BK. Một trong những thứ phát triển vượt bậc là chip âm thanh AY-3-8912.

## Độ máy
Đã không ít người dùng máy tính cài thêm các đầu chuyển để việc sử dụng máy tính được thuận tiện hơn. Một trong số đó là:
- Nút Reset. Các chương trình thường bị treo; ngoài ra, các trò chơi thường có lệnh Exit không phải lúc nào cũng thực thi được. Không có nút này, các máy tính phải reset bằng cách rút phích cắm điện.
- Cần gạt ngừng. Cần chuyển này kích hoạt việc ngừng thực thi trong bộ xử lý. Cần chuyển ngừng này có lợi cho một số trò chơi, phần lớn trong số đó không có nút dừng. Một số ít trò chơi, không hoạt động tốt lắm khi trở lại trạng thái hoạt động, bởi phần cứng lập trình được có bộ đếm tích hợp vào mạch của vi xử lý vẫn chạy trong khi thủ tục thực thi đã được ngừng.

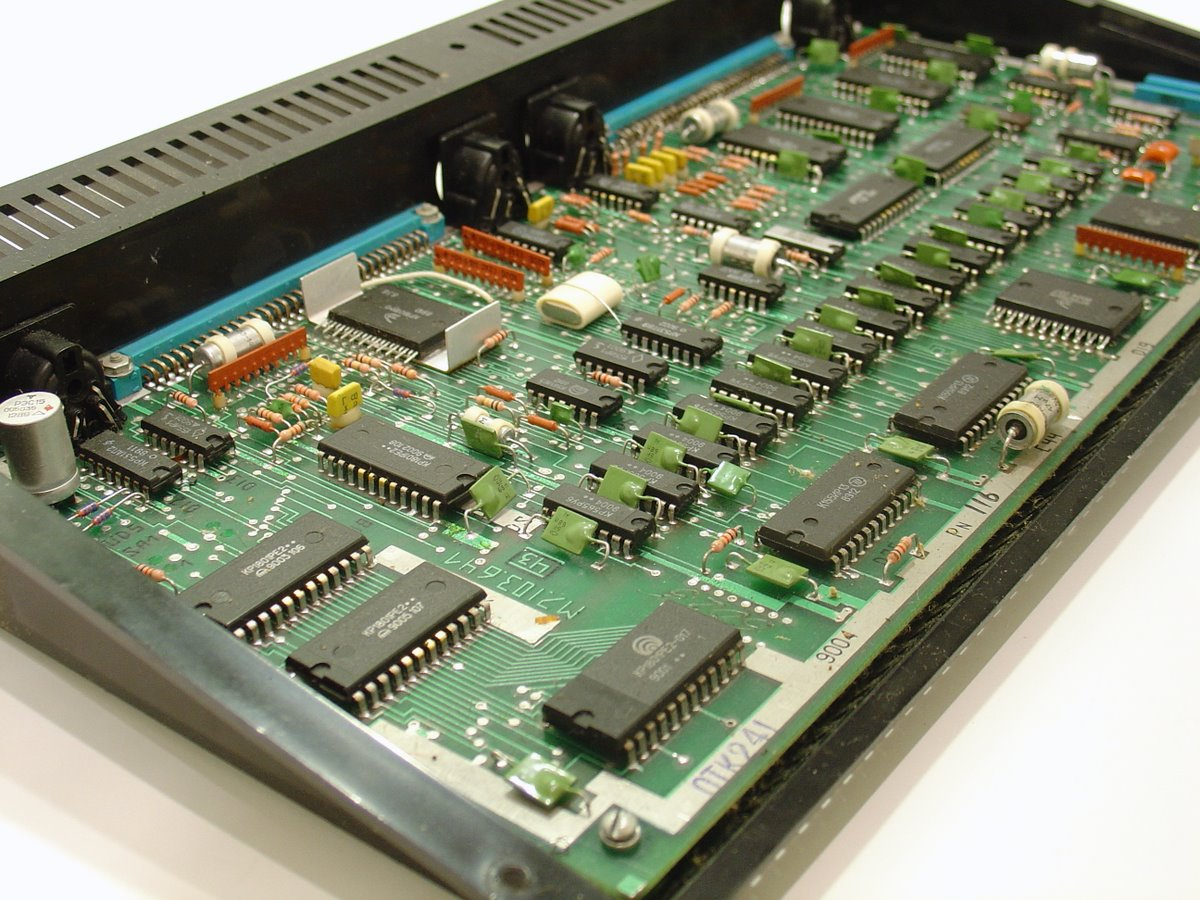
Bảng mạch hệ thống BK0010-01

- Cần gạt chỉnh tốc độ đồng hồ (cần gạt "tăng tốc"). Thay đổi tốc độ đồng hồ của bộ vi xử lý từ tốc độ chuẩn 3 MHz (họ BK-0010*) thành 4 hoặc 6 MHz, hoặc từ 4 MHz (họ BK-0011*) thành 3 hoặc 6 MHz.
- Cần gạt "bật/tắt âm thanh".

Các thay đổi này rất đơn giản và bất kỳ ai biết kỹ thuật hàn sắt đều có thể làm được.

## Giả lập
Có rất nhiều phần mềm giả lập BK cho các máy tính tương thích IBM PC. Một trình giả lập có thể chạy nhanh hơn nhiều so với máy BK gốc.